# Хайдум, Бернадетт
Бернадетт Хайдум (венг. Bernadett Heidum; род. 26 мая 1988) — венгерская шорт-трекистка, серебряная призёр чемпионата мира по шорт-треку 2017 года; многократная призёр чемпионата Европы по шорт-треку. Участница зимних Олимпийских игр 2010, 2014 и 2018 годов. Была знаменосцем Венгрии на церемонии открытия зимних Олимпийских игр 2014 года в Сочи.

## Спортивная карьера
Бернадетт Хайдум родилась в столице Венгрии — Будапеште. В 6 лет она впервые шагнула с дедушкой на искусственный лёд и начала заниматься катанием на коньках после того, как её позвала заниматься вместе с собой старшая сестра. Она тренировалась на базе клуба «MTK Budapest». Бернадетт также была чемпионом страны среди юниоров по трековому велоспорту. В национальной сборной за её подготовку отвечал венгерский специалист Акос Банхиди и китаец Чжан Цзин.
Хайдум стала выступать на детских международных соревнованиях с 2000 года. В 2003 году впервые участвовала на чемпионате мира среди юниоров в Будапеште, и заняла 34-е место в личном многоборье. Через год дебютировала на командном чемпионате мира в Санкт-Петербурге, где поднялась с командой на 4-е место. В 2005 году заняла 2-е место в беге на 500 м и 1500 м на Европейском юношеском Олимпийском фестивале в Шампери.
В 2005 году Хайдум финишировала на 7-м месте в эстафете на чемпионате Европы в Турине. В январе 2006 года она завоевала бронзовую медаль в эстафете на чемпионате мира среди юниоров в Меркуре-Чук, и через две недели в Польше на чемпионате Европы в Крынице-Здруй выиграла бронзу в эстафете с результатом 4:30.274 сек, уступив более высокие позиции соперницам из Франции (4:28.388) и Италии (4:27.436).
В 2007 году на чемпионате Европы в Шеффилде Хайдум с эстафетой пробилась в финал, где команда заняла 4-е место, и заняла 10-е место в общем зачёте. В феврале на чемпионате Венгрии выиграла серебро в общем зачёте многоборья. Она заняла 6-е место на командном чемпионате мира в Будапеште. В 2008 году на чемпионате Европы в Вентспилсе поднялась на 8-е место в многоборье и в эстафете заняла 5-е место.
В 2009 году она выиграла чемпионат Венгрии в общем зачёте, а также завоевала золото в эстафете и бронзу в беге на 1500 м на чемпионате Европы в Турине. В общем зачёте многоборья она заняла 5-е место. В начале 2010 года на чемпионате Европы в Дрездене Бернадетт выиграла серебряную медаль на дистанции 1000 м и в абсолютном зачёте многоборья заняла 4-е место.
В феврале 2010 года на зимних Олимпийских играх в Ванкувере она была членом сборной Венгрии и заняла в беге на 1500 м 28-е место, на 1000 м - 9-е место и 5-е в женской эстафете. Также заняла 5-е место на командном чемпионате мира в Бормио. На очередном чемпионате Европы в Херенвене Хайдум выиграла в эстафете серебряную медаль и в общем зачёте многоборья заняла 2-е место. 
На чемпионате Венгрии в январе 2011 года она заняла 1-е место в абсолютном зачёте. Следом на зимней Универсиаде в Эрзуруме Хайдум выиграла бронзу в эстафете, а в марте на чемпионате мира в Шеффилде она заняла 15-е место на дистанции 1500 м, и 21-е на 500 м. На чемпионате Европы в Млада-Болеславе 2012 года она помогла команде подняться на 3-е место в эстафете, и заняла 2-е место в беге на 1000 м. 
Через год на чемпионате Европы в Мальмё с партнёршами по команде заняла в эстафете 4-е место и 5-е в общем зачёте. Следом на чемпионате мира в Будапеште стала 8-й в эстафете и 20-й в многоборье. В декабре на зимней Универсиаде в Тренто завоевала серебряную медаль на дистанции 1500 м и бронзовую в составе эстафетной команды. 
На следующий год она финишировала 2-й в беге на 1500 м, 3-й в эстафете и 4-й в общем зачёте на чемпионате Европы в Дрездене. В феврале на зимних Олимпийских играх в Сочи заняла с командой 6-е место в эстафете, 9-е место в беге на 1500 м, и дисквалифицирована на 1000 м. В марте на чемпионате мира в Монреале она заняла 11-е место в общем зачёте.  
В январе 2015 года на чемпионате Европы в Дордрехте Хайдум выиграла очередную бронзовую медаль в эстафете и заняла 17-е место в личном зачёте многоборья. Весной на чемпионате мира в Москве заняла 5-е место в эстафете и 23-е в общем зачёте. В сентябре выиграла серебряную медаль в общей классификации на национальном чемпионате Венгрии. В феврале 2016 года на Кубке мира в Дрездене в составе эстафетной команды выиграла серебряную медаль.
В марте 2017 года Хайдум завоевала свою единственную серебряную медаль в эстафете на чемпионате мира в Роттердаме. В январе 2018 года на чемпионате Европы в Дрездене вместе с командой она выиграла серебряную медаль в эстафете, уступив только российской сборной.
На зимних Олимпийских играх в Пхёнчхане, третьих в своей карьере, Бернадетт Хайдум была заявлена для участия в эстафете. 20 февраля в ледовом зале «Кёнпхо» во время финала "В" в эстафете венгерские шорт-трекистки с результатом 4:03.603 финишировали вторыми и проиграли борьбу за бронзовые медали соперницам из Нидерландов (4:03.471 (мировой рекорд времени) — 1-е место). В общем зачёте женская команда из Венгрии заняла 4-е место. 
После игр участвовала на чемпионате мира в Монреале с товарищами по команде заняла 6-е место в эстафете. Она завершила карьеру спортсменки в марте 2018 года.

## Личная жизнь
Бернадетт Хайдум встречалась с 2006 по март 2010 года с Виктором Кнохомом  Окончила Будапештский университет. В 2020 году у неё родилась дочь Зоя.